# 水斜面

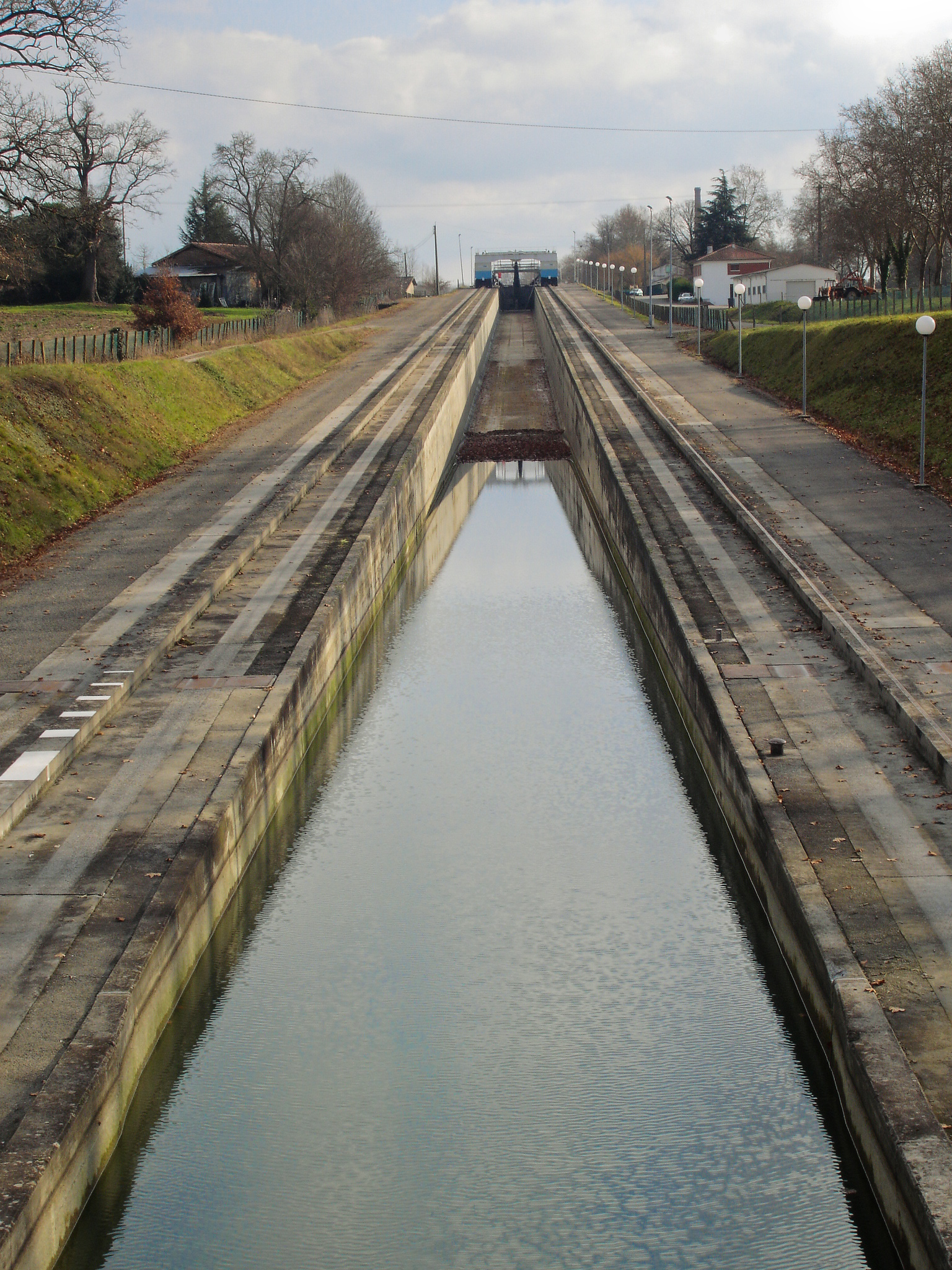
モンテック水斜面

水斜面は、運河勾配面のひとつ。ある高さの河川か運河からもうひとつの高さの運河か河川へ船を運ぶ。

## 運用
19世紀終了にドイツの技師、ユリウス・グレーフェ（Julius Greve）が発明し、1970年にフランスの技師、ジャン・オベール（Jean Aubert）によって実用化された。勾配水路に設けられた可動式の水門を用いて船を上下に移動させる。船を上昇させる場合、水門を開けて船をコンクリート水路に入れる。その後、水門を閉めて水路を閉鎖する。可動式の水門を勾配水路に沿って移動させることで、船が浮いている水ごと上側の水面まで持ち上げるさせる。水面が平衡したら船は自由になる。下降する場合は、上昇の場合と逆の操作を行う。

### 水斜面の用いられている場所
フランスの南に2つの水斜面がある。 モンテック水斜面（Pente d'eau de Montech）はガロンヌ運河（Canal de Garonne）にある。フォンセランヌ水斜面（Pente d'eau de Fonsérannes）は、ミディ運河のベジエ近くにある。しかし、これは、商業交通のために造られあまりにも巨大であるため何年も使われていない。

## 参考
- 船舶昇降機

## 読み物
- Tew, David (1984). Canal Inclines and Lifts. Sutton Books. ISBN 0-8629-9031-9
- Uhlemann, Hans-Joachim (2002). Canal lifts and inclines of the world (English Translation ed.). Internat. ISBN 0-9543-1811-0

## 文献
1. ↑  Hans-Joachim Uhlemann. Canal Lifts and Inclines of the World

座標: 北緯43度19分49秒 東経3度12分04秒 / 北緯43.33028度 東経3.20111度